# Krasnopil (Berdytschiw)
Krasnopil (ukrainisch Краснопіль; russisch Краснополь Krasnopol, polnisch Krasnopol) ist ein Dorf in der ukrainischen Oblast Schytomyr mit etwa 1200 Einwohnern.

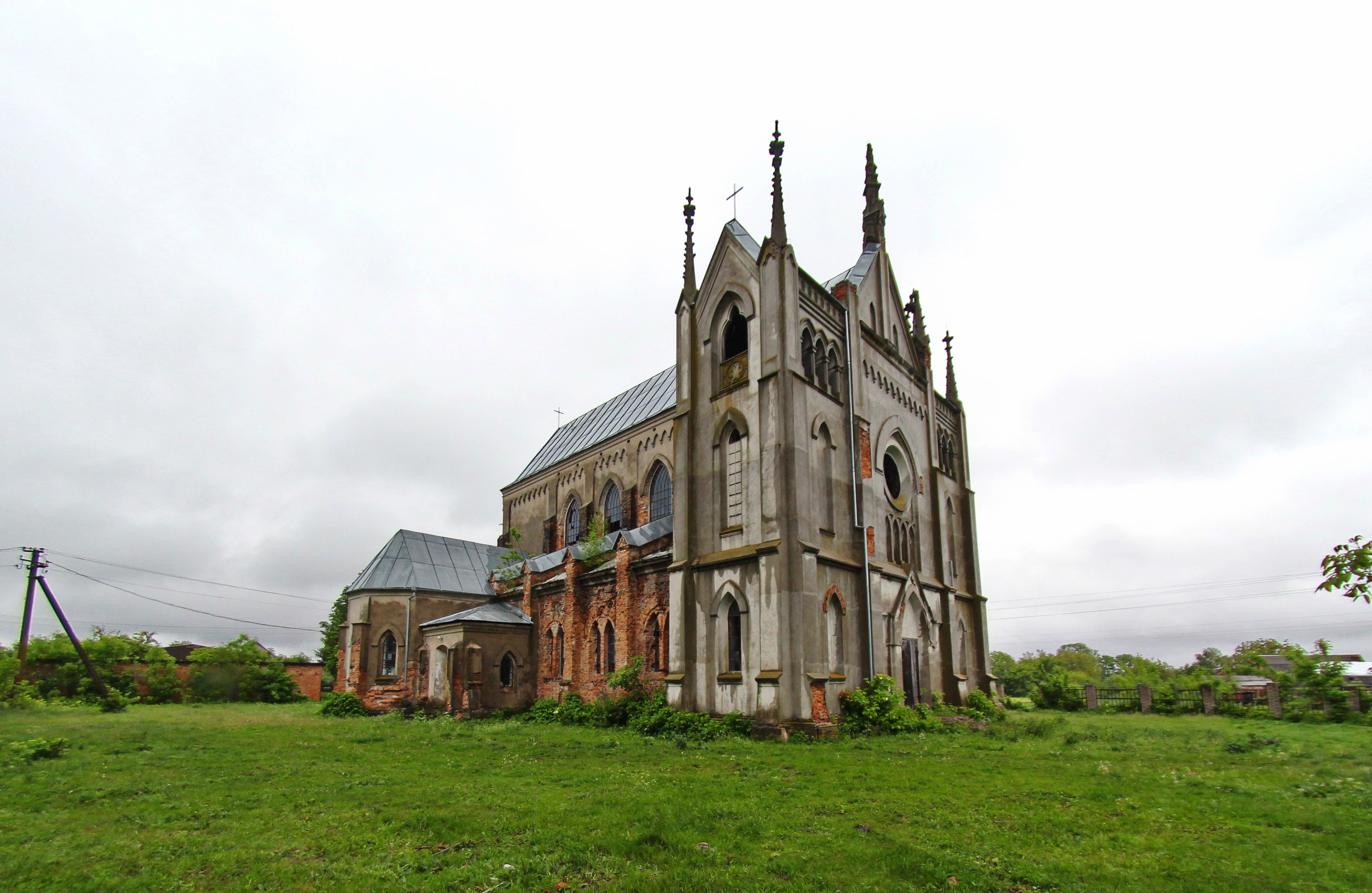
St.-Michael-Kirche im Ort

Das erstmals 1601 schriftlich erwähnte Dorf liegt südlich der Fernstraße N-02 am Fluss Kobylycha (Кобилиха), 39 km westlich vom Rajonszentrum Berdytschiw und 64 Kilometer südwestlich vom Oblastzentrum Schytomyr entfernt.
Es lag ab 1795 im russischen Gouvernement Wolhynien, war ab 1923 ein Teil der Ukrainischen SSR, seit 1991 dann Teil der heutigen Ukraine.

## Verwaltungsgliederung
Am 22. August 2016 wurde das Dorf zum Zentrum der neugegründeten Landgemeinde Krasnopil (ukrainisch Краснопільська сільська громада/Krasnopilska silska hromada), zu dieser zählten auch noch die 6 in der untenstehenden Tabelle aufgelisteten Dörfer bis dahin bildete es die gleichnamige Landratsgemeinde Krasnopil (Краснопільська сільська рада/Krasnopilska silska rada) im Süden des Rajons Tschudniw.
Am 12. Juni 2020 kam noch die Siedlung städtischen Typs Iwanopil, die 8 Dörfer Burkiwzi, Lychosilka, Medwedycha, Pewna, Poljowa Slobidka, Radisne, Stepok und Scherebky sowie die Ansiedlung Poschtowe zum Gemeindegebiet.
Am 17. Juli 2020 kam es im Zuge einer großen Rajonsreform zum Anschluss des Rajonsgebietes an den Rajon Berdytschiw.
Folgende Orte sind neben dem Hauptort Krasnopil Teil der Gemeinde:
| Name                     | Name             | Name                                 |
| ukrainisch transkribiert | ukrainisch       | russisch                             |
| ------------------------ | ---------------- | ------------------------------------ |
| Bespetschna              | Безпечна         | Беспечная (Bespetschnaja)            |
| Burkiwzi                 | Бурківці         | Бурковцы (Burkowzy)                  |
| Iwanopil                 | Іванопіль        | Иванополь (Iwanopol)                 |
| Lychosilka               | Лихосілка        | Лихосёлка (Lichosjolka)              |
| Medwedycha               | Медведиха        | Медведиха (Medwedicha)               |
| Molotschky               | Молочки          | Молочки (Molotschki)                 |
| Motrunky                 | Мотрунки         | Мотрунки (Motrunki)                  |
| Nossiwky                 | Носівки          | Носовки (Nossowki)                   |
| Pewna                    | Певна            | Певна                                |
| Poljowa Slobidka         | Польова Слобідка | Полевая Слободка (Polewaja Slobodka) |
| Poschtowe                | Поштове          | Почтовое (Potschtowoje)              |
| Radisne                  | Радісне          | Радостное (Radostnoje)               |
| Scherebky                | Жеребки          | Жеребки (Scherebki)                  |
| Stepok                   | Степок           | Степок                               |
| Stetkiwzi                | Стетківці        | Стетковцы (Stetkowzy)                |
| Susliwka                 | Суслівка         | Сусловка (Suslowka)                  |